# I'm Different
"I'm Different" (hangul: 나는 달라; rr: Naneun Dalla) é single de debut pela unit Hi Suhyun da YG Entertainment, a unit consiste em Lee Hi e Lee Suhyun do Akdong Musician com a participação de Bobby do novo boy group da YG, iKON. A canção foi lançada digitalmente dia 11 de novembro pela YG Entertainment e KT Music, e conseguiu o número #1 na Gaon na primeira semana após o lançamento.
A revista Billboard descreveu a canção como um dueto com inspiração do jazzy e funk que captura energias únicas de dois cantores e estilos musicais.

## Charts
| País                             | Chart                    | Posição | Vendas     |
| -------------------------------- | ------------------------ | ------- | ---------- |
| Coreia do Sul (Gaon Music Chart) | Gaon Digital Chart       | 1       |            |
| Coreia do Sul (Gaon Music Chart) | Download Chart           | 1       | 830,538    |
| Coreia do Sul (Gaon Music Chart) | Streaming Chart          | 2       | 35,204,578 |
| Coreia do Sul (Gaon Music Chart) | BGM Chart                | 1       |            |
| Coreia do Sul (Gaon Music Chart) | Mobile Chart             | 19      |            |
| Coreia do Sul (Gaon Music Chart) | Gaon 2014 Download Chart | 85      | 682,157    |